# Avant de te dire adieu
Avant de te dire adieu (Before I Say Good-bye) est un roman policier américain de Mary Higgins Clark paru en 2000.

## Résumé
Un luxueux yacht explose dans le port de New York avec à bord, Adam Cauliff, architecte impliqué dans d'importantes opérations immobilières, entouré de ses invités. L'enquête privilégie la thèse de l'acte volontaire.
Nell McDermott, épouse d'Adam, culpabilise : un sérieux conflit venait d'éclater au sein du couple. Elle veut connaitre la vérité. Sa grand-tante Gert lui conseille de consulter un médium qui assure pouvoir la mettre en contact avec Adam. Nell, bien que sceptique, tente quand même la mise en relation.

## Personnages principaux
- Adam Cauliff : architecte jeune et ambitieux.
- Nell McDermott : épouse d'Adam Cauliff.
- Gert : Grand-tante de Nell.

## Adaptation
- 2003 : Avant de te dire adieu (Before I Say Good-bye), téléfilm américain réalisé par Michael Storey, avec entre autres Sean Young, Peter DeLuise, Ursula Karven et Lloyd Bochner.